# Chris Bumstead
Christopher Adam Bumstead (Ottawa, 2 de febrero de 1995) es un exculturista profesional canadiense, miembro oficial de la Federación Internacional de Fisicoculturismo. Bumstead es el actual campeón de Mr. Olympia Classic Physique, habiendo ganado la competición en 2019, 2020, 2021, 2022 , 2023 y 2024. También fue subcampeón en 2017 y 2018. Conocido por sus apodos «CBum», «Daddy CBum», «Christian el Bombas», Bumstead mantiene una fuerte presencia en internet con su contenido centrado en su estilo de vida y el culturismo.

## Primeros años
Bumstead nació y se crio en Ottawa, Ontario, donde participó en múltiples deportes a lo largo de su infancia, jugando fútbol, béisbol, baloncesto y hockey en la escuela secundaria. Comenzó a levantar pesas a la edad de 14 años, y entre el noveno y el duodécimo grado, pasó de 77 a 102 kilogramos, aumentando sobre todo el tamaño de sus piernas. Después de construir lo que pensó que era un buen físico, Bumstead conoció al novio de su hermana, el culturista profesional Iain Valliere, quien lo ha entrenado desde entonces.

## Carrera
Hizo su debut a los 19 años en 2014 y a los 21 obtuvo la tarjeta profesional de la IFBB, después de reclamar el Campeonato de Fisicoculturismo de América del Norte de la IFBB de 2016. Después de múltiples competencias, Bumstead fue subcampeón de Mr. Olympia 2017 y 2018 en la división Classic Physique, siendo superado por Breon Ansley en ambas ocasiones.
Ha ganado notoriedad en el mundo de fisicoculturismo al proclamarse campeón en la categoría Classic Physique en 6 ocasiones consecutivas: 2019, 2020, 2021, 2022, 2023 y 2024.

## Historial de competiciones
- 2016 IFBB North American Championships, Heavyweight, 1.º (donde consiguió su tarjeta profesional de la IFBB)[7]
- 2016 IFBB Dayana Cadeau Classic, Classic Physique, 3.º
- 2017 IFBB Pittsburgh Pro, Classic Physique, 1.º[5]
- 2017 IFBB Toronto Pro, Classic Physique, 1.º[8]
- 2017 Mr. Olympia, Classic Physique, 2.º[5]
- 2018 Mr. Olympia, Classic Physique, 2.º[5]
- 2019 Mr. Olympia, Classic Physique, 1.º[5]
- 2020 Mr. Olympia, Classic Physique, 1.º[5]
- 2021 Mr. Olympia, Classic Physique, 1.º[5]
- 2022 Mr. Olympia, Classic Physique, 1.º[6]
- 2023 Mr. Olympia, Classic Physique, 1.º[9]
- 2024 Mr. Olympia, Classic Physique, 1.º[10]
- 2024 EVLS Prague Pro, Men’s Open, 2.º